# Viadotto San Giuliano
Il viadotto San Giuliano è un viadotto autostradale italiano, sito lungo l'autostrada A1 (in questo tratto parte delle strade europee E35 ed E45) nel territorio comunale di Nazzano.
Il viadotto valica il Vallone San Giuliano ed è posto nelle immediate vicinanze di un'ansa del fiume Tevere.

## Storia
Il viadotto, commissionato dalla Società Autostrade, fu progettato dall'ingegnere Carlo Cestelli Guidi con la collaborazione degli ingegneri Mario Fernando Guiducci e F. Schiavani, e costruito dall'impresa De Lieto.
Venne aperto al traffico il 19 settembre 1963, data dell'apertura della tratta autostradale da Magliano Sabina a Roma nord.

## Caratteristiche
Il viadotto varca il Vallone San Giuliano, caratterizzato da fianchi scoscesi e formati da terreni franosi (limo e argilla); vista la difficoltà del terreno, i progettisti prescelsero una soluzione ad arco, con fondazioni poggianti su pali profondi fino a 18 m.
Il viadotto ha una lunghezza totale di 376 m, con la parte centrale in rettilineo e le parti laterali che formano due curve in direzioni opposte. L'arcata centrale ha una luce di 100 m, mentre le campate laterali – 3 verso Firenze e 5 verso Roma – di 32 m. Staticamente l'opera si compone di due strutture indipendenti parallele, una per carreggiata.
L'autostrada corre ad un'altezza di circa 74 m sopra il suolo.